# Bikbergen
Bikbergen is een villawijk en een naoorlogs bos in de gemeente Huizen. In de praktijk wordt ook een aangrenzend deel van Naarden tot Bikbergen gerekend. De ter plaatse zeer grillig lopende gemeentegrens wordt mogelijk gecorrigeerd.
Ten zuiden van Bikbergen ligt landgoed Oud Bussem en voormalig landgoed Crailo met Landhuis Oud-Crailoo.

## Bosgebied

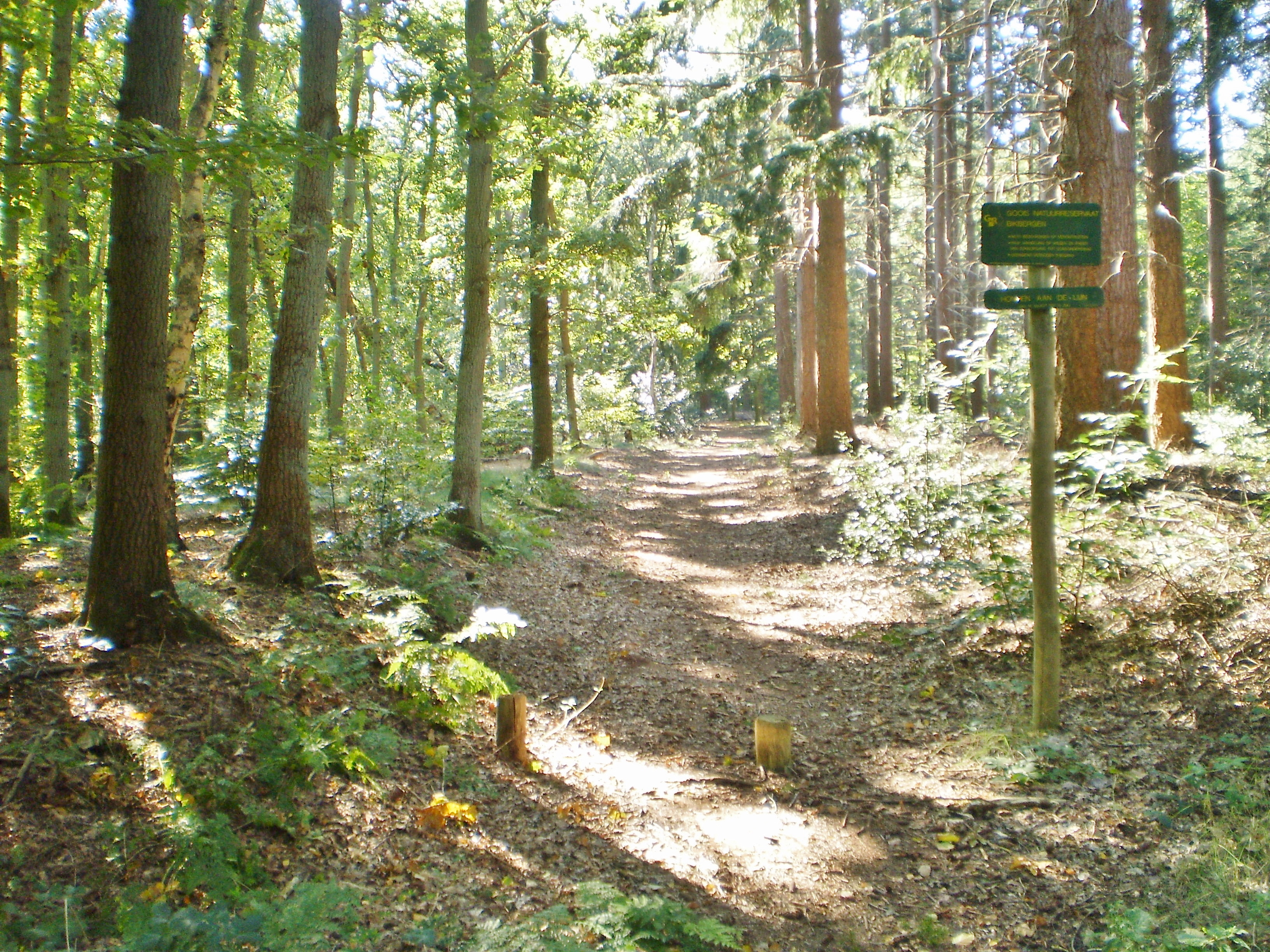
Het bos aan de oostzijde van Bikbergen

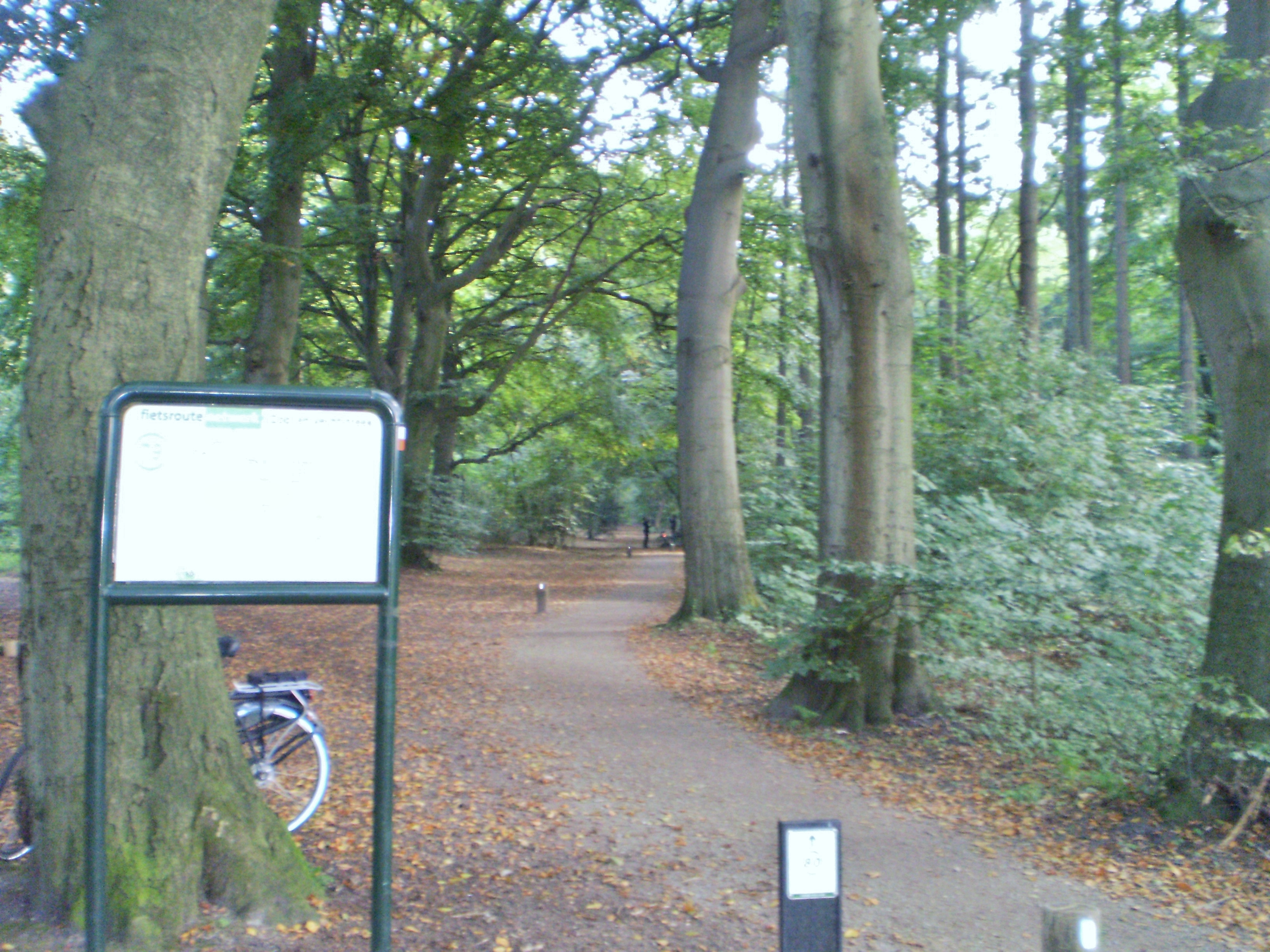
toegang aan de Nieuwe Bussumerweg

Het bos van 55 hectare vormt samen met natuurgebied Crailo en IJzeren Veld een aaneengesloten bos in het Gooi. Diverse beukenlanen zijn in 1820 aangelegd, de rest van het bos is veel jonger. Dit komt mede doordat tijdens de Tweede Wereldoorlog veel oude bomen zijn gekapt. In de holten van de oude beuken leven vleermuizen, spechten, holenduiven, kauwen en bosuilen.
Op de overgang van Bikbergen naar Crailo loopt een holle weg. In het gebied liggen tevens akkers.
In de opengemaakte zone tussen de Vliegheide en de Tafelbergheide ligt een grafheuvel van ca. 4000 jaar oud.
Dagrecreatieterrein De Steen is genoemd naar de zwerfsteen op het terrein.